# Радецки, Вальдемар фон
Вальдемар фон Радецки (нем. Waldemar von Radetzky; 8 мая 1910, Москва, Российская империя — 21 февраля 1990, Линдлар, ФРГ) — балтийский немец, штурмбаннфюрер СС, служащий зондеркоманды 4a, входившей в состав айнзацгруппы C и участвовавшей в убийствах евреев на оккупированной Украине. В 1948 году на Нюрнбергском процессе по делу об айнзацгруппах был приговорён к 20 годам заключения, но уже в 1951 году был освобождён. В Западной Германии принимал участие в деятельности немецко-балтийского землячества.

## Биография
Вальдемар фон Радецки родился 8 мая 1910 года в Москве. До 1928 года посещал школу в Риге, а затем продолжил образование в рижской экспедиторской фирме. С 1932 по 1933 проходил военную службу в латышской армии. До ноября 1939 года работал в компании, занимающейся импортом.
В результате пакта Гитлера-Сталина в октябре 1939 года Латвия вошла в состав Советского Союза. С Латвией было заключено соглашение о переселении, и большинство балтийских немцев переселились в гау Вартеланд и Данциг-Западная Пруссия. Радецки также покинул Латвию и отправился в Позен.
С ноября 1939 года работал в центре консультирования эмигрантов в Позене, который поддерживал переселение фольксдойче в Вартегау. Учреждение возглавлял штандартенфюрер Эрхард Крёгер, который был назначен начальником фольксдойче в Балтике. 13 декабря присоединился к СС (№ 351254). До января 1940 работал в центре консультирования эмигрантов в Позене, затем в бюро для реинтеграции этнических немцев. 1 декабря 1940 года вступил в НСДАП (билет № 8047747). До перевода в Главное управление имперской безопасности (РСХА) Радецки работал в бюро для интеграции в Позене.
В мае 1941 года при содействии Фридриха Бухардта был переведён в РСХА после того как Гиммлер потребовал найти офицера, который обладал сведениями об СССР. Радецки прибыл в Преч на Эльбе, где в школе пограничной полиции были собраны и обучены сотрудники айнзацгрупп. Радецки был определён в зондеркоманду 4a под руководством Пауля Блобеля в составе айнзацгруппы C. После начала войны с СССР вместе с зондеркомандой был переведён в Хрубешув в Восточной Польше и оттуда в Луцк. В Луцке Радецки принадлежал к части зондеркоманды. Во время оккупации Житомира в июле 1941 года принадлежал к передовому отряду подразделения, который совместно со штабом группы расстрелял 400 евреев, коммунистов и информаторов НКВД. Радецки принимал активное участие в допросах и отборах жертв, а также переводил конфискованные документы НКВД. Радецки был причастен к массовому убийству в Бабьем Яру, участвуя в распространении объявлений о «переселении».
С декабря 1941 и до весны 1942 года находился в отпуске на родине. В марте 1942 года вернулся на службу в зондеркоманду 4a, которая дислоцировалась в Харькове на востоке Украины. Помимо своих обязанностях переводчика и участия в допросах заключенных он был офицером связи между командой и немецкими и венгерскими войсками. Во время  частичной оккупации Воронежа летом 1942 года руководил передовым отрядом, который осуществлял выселение гражданского населения. В ноябре 1942 года был повышен до штурмбаннфюрера СС. До декабря 1942 года оставался в зондеркоманде, которую тем временем возглавлял Ойген Штаймле. В январе 1943 года в результате уничтожения 6-й армии в Сталинградской битве тыловые районы в зоне действий зондеркоманды 4a изменились, и Радецки теперь состоял в айнзацгруппе B. Зимой 1943 года вернулся в Берлин.
В мае 1945 года был арестован. С 1947 по 1948 год был одним из 24 обвиняемых на Нюрнбергском процессе по делу айнзацгрупп. Его адвокатом был доктор Пауль Рац при содействии Генриха Рентша. 9 апреля 1948 года был признан виновным по всем трём пунктам обвинения: преступления против человечества, военные преступления и членство в преступных организациях. В обосновании приговора вопрос о том, что Радецки в отсутствие Блобеля руководил зондеркомандой 4a — как Блобель указал на месте дачи показаний — был оставлен без ответа. Однако его признали виновным в том, что он, как начальник части зондеркоманды, руководил расстрелам, например, в Луцке. 10 апреля 1948 года был приговорён к 20 годам заключения. Для отбывания наказания Радецки был помещён в Ландсбергскую тюрьму.
В ходе активного обсуждения вопроса о перевооружении Западной Германии после начала Корейской войны летом 1950 года верховный комиссар Джон Макклой по рекомендации консультативного совета по помилованию военных преступников заменил 4 из 15 смертных приговоров на пожизненное заключение и 6 на сроки заключения от 10 до 25 лет, в то время как 5 смертных приговоров должны были быть приведены в исполнение. Приговор в отношении Радецки был заменён на 10 лет заключения. 3 февраля 1951 года был освобождён после того как в остаток заключения ему было зачтено время проведённое под стражей с 1945 года.
После освобождения устроился на работу в Bayer AG в Леверкузене. До своей смерти принимал активное участие в деятельности немецко-балтийского землячества Северной Рейн-Вестфалии. В 1976 году вместе с женой основал кружок меценатов «Carl-Schirren», а позже сообщество «Georg-Dehio». Они приобрели средневековый алтарь рижской церкви Святого Петра, выпустили энциклопедию немецко-балтийских художников и учёных. Умер в 1990 году.

## Награды
- Крест «За Военные заслуги» 2-го класса с мечами[13]